# Siège Rai de Florence
 (décembre 2019).
Si vous disposez d'ouvrages ou d'articles de référence ou si vous connaissez des sites web de qualité traitant du thème abordé ici, merci de compléter l'article en donnant les références utiles à sa vérifiabilité et en les liant à la section « Notes et références ».
Le siège Rai de Florence (en italien Sede Rai di Firenze) est l'une des 21 directions régionales du réseau Rai 3, émettant sur la région de le Toscane et basée à Florence.

## Histoire
La premier siège Rai à Florence était situé Place Santa Maria Maggiore entre les rues Panzani et Cerretani . Entre 1962 et 1965, le projet pour la nouveau siège est rédigé par l'architecte Italo Gamberini (it) avec la collaboration des architectes Antonio Bambi, Luciano Peracchio, Sergio Barsotti et Loris Macci. La construction du nouveau siège commence en septembre 1965 et se termine le 18 avril 1968.

## Émissions régionales
- TGR Toscana : toute l'actualité régionale diffusée chaque jour de 14h00 à 14h20, 19h30 à 19h55 et 00h10
- TGR Meteo : météo régionale, remplacé par Rai Meteo Regionale le 3 juin 2018
- Buongiorno Regione (en français « Bonjour Région ») : toute l'actualité régionale diffusée chaque jour du lundi au vendredi de 7h30 à 8h00 ; n'est pas diffusé en été.